# John Swihart

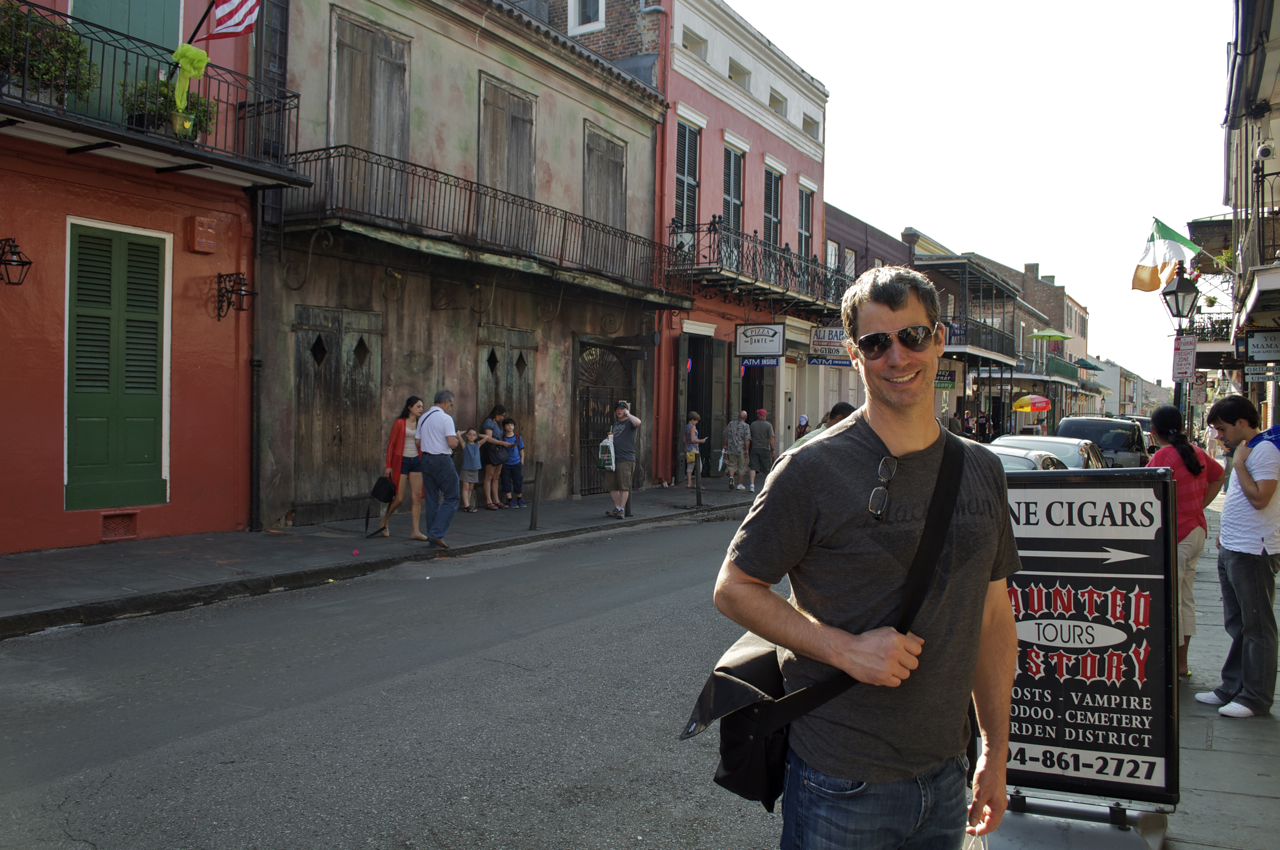
John Swihart

John C. Swihart (* 1964) ist ein US-amerikanischer Komponist von Soundtracks für Film und Fernsehen. 

## Leben
John Swihart ist der Sohn des Physikers James C. Swihart, einem emeritierten Professor der Indiana University. Er wuchs in Bloomington, Indiana, sowie während eines Forschungsurlaubes seines Vaters in Europa und Asien auf. Bereits im Alter von acht Jahren interessierte sich Swihart für Musik und studierte später am Berklee College of Music. Anschließend spielte er für die Blue Man Group in mehreren Städten, darunter Boston, New York City und Las Vegas.
Obwohl Swihart bereits seit 2002 als Filmkomponist tätig war, war es der Independentfilm Napoleon Dynamite, der ihm zum Durchbruch verhalf. Swihart wurde 2004 mit einem Satellite Award für die beste Filmmusik ausgezeichnet. Seitdem zeigt er sich für die Musik von Filmen wie I Love You Phillip Morris und Youth in Revolt sowie Fernsehserien wie How I Met Your Mother und Greek verantwortlich.

## Filmografie (Auswahl)
Filme
- 2004: Napoleon Dynamite
- 2005: The Professional – Story of a Killer (One Last Dance)
- 2006: Employee of the Month
- 2007: Full of It – Lügen werden wahr (Full of It)
- 2007: Die Solomon Brüder (The Brothers Solomon)
- 2008: Das Jahr, in dem wir uns kennen lernten (The Year of Getting to Know Us)
- 2008: The Last Word
- 2009: New in Town
- 2009: Toy Boy (Spread)
- 2009: Youth in Revolt
- 2011: Flypaper – Wer überfällt hier wen? (Flypaper)
- 2011: Lucky
- 2013: Odd Thomas
- 2015: Liebe ohne Krankenschein (Accidental Love)
- 2015: Staten Island Sommer (Staten Island Summer)
- 2015: A Light Beneath Their Feet
- 2016: First Girl I Loved
- 2017: Table 19 – Liebe ist fehl am Platz (Table 19)
- 2020: The Violent Heart
- 2020: Dinner in America
- 2023: Die andere Zoey (The Other Zoey)

Serien
- 2005–2014: How I Met Your Mother (208 Folgen)
- 2007–2011: Greek (53 Folgen)
- 2009–2010: Aus Versehen glücklich (Accidentally on Purpose, 18 Folgen)
- 2010: Sons of Tucson (9 Folgen)
- 2011: Mad Love (13 Folgen)
- 2011–2017: Switched at Birth (42 Folgen)
- 2011–2014: Web Therapy (23 Folgen)
- 2012–2013: Go On (22 Folgen)
- 2012–2014: Men at Work (30 Folgen)
- 2014–2015: Red Band Society (11 Folgen)
- 2017–2018: Trial & Error (23 Folgen)